# Paula Smith
Ne pas confondre avec Anna Smith, Anne Smith, Margaret Smith, également joueuses de tennis.
Pour les articles homonymes, voir Smith.
Paula White Smith (née le 10 janvier 1957) est une joueuse de tennis américaine, professionnelle de la fin des années 1970 à 1989. 
Elle a gagné onze tournois sur le circuit WTA au cours de sa carrière, tous en double dames. En Grand Chelem, c'est dans cette discipline qu'elle a atteint la finale à Roland-Garros en 1981, associée à sa compatriote Candy Reynolds.